# Lapptjärnen (Burträsks socken, Västerbotten)
Lapptjärnen är en sjö i Skellefteå kommun i Västerbotten och ingår i Rickleåns huvudavrinningsområde. Sjön har en area på 0,252 kvadratkilometer och ligger 272,1 meter över havet. Sjön avvattnas av vattendraget Järvbäcken.

## Delavrinningsområde
Lapptjärnen ingår i det delavrinningsområde (717854-168273) som SMHI kallar för Mynnar i Holmträsket. Medelhöjden är 293 meter över havet och ytan är 3 kvadratkilometer. Det finns ett avrinningsområde uppströms, och räknas det in blir den ackumulerade arean 14,28 kvadratkilometer. Järvbäcken som avvattnar avrinningsområdet har biflödesordning 4, vilket innebär att vattnet flödar genom totalt 4 vattendrag innan det når havet efter 116 kilometer. Avrinningsområdet består mestadels av skog (92 procent). Avrinningsområdet har 0,25 kvadratkilometer vattenytor vilket ger det en sjöprocent på 8,5 procent.